# Liste d'artistes de flamenco
La liste d'artistes de flamenco se décline selon les trois disciplines majeures que sont le chant (cante), le jeu musical (toque) et la danse (baile). Elle recense notamment les artistes historiques (décédés avant l'an 2000) et les artistes contemporains (vivants ou décédés après 2000). Quatre sections annexes concernent les bassistes, les percussionnistes, les cinéastes et les écrits documentaires. Dans chaque sous-section, le classement est alphabétique d'après l'initiale du prénom de l'artiste ou de son surnom, selon l’appellation sous laquelle il est le plus connu.
Cette liste n'est pas exhaustive et peut donc être complétée progressivement par mise à jour. Son utilité principale est de servir de tremplin de navigation en regroupant les liens internes, et à défaut les liens interwiki (notamment vers Wikipédia en espagnol). Certains artistes les plus notoires ont une fiche plus développée sur l'article principal Flamenco. La liste qui suit celle-ci est simplement une liste alphabétique générale, qui recense les artistes de flamenco uniquement par leur nom de famille ; ces deux listes sont donc complémentaires pour faciliter la recherche d'un nom.

## Liste «alpha-thématique» des artistes par discipline

### Cante(chant)

#### Cantaores/cantaoras(décédés avant 2000)
Les Cantaores / cantaoras (chanteurs/chanteuses de flamenco) : artistes historiques (décédés avant l’an 2000) comprennent : 
- Agujetas El Viejo (père de Manuel Agujetas dit « El Agujetas de Jerez »).
- Aniya la Gitana (ou « Anilla la de Ronda », Ana Amaya Molina, Ronda 1855 – Barcelone, 1933) chanteuse, danseuse et guitariste historique[1].
- Antonio Chacón (voir Don Antonio)[2].
- Antonio Mairena (Antonio Cruz García, Mairena del Alcor, Séville, 1909 - Séville 1983).
- Antonio Molina (Antonio Molina de Hoces Castillo Hidalgo, Málaga, 1928 - Madrid 1992)
- Antonio Piñana Segado (es) (Cartagena 1913 – 1989). Patriarche d’une grande saga d’artistes de flamenco. Premier primé pour le chant au Festival del Cante de las Minas de La Unión.
- Antonio Rengel (Huelva 1904 - Séville 1961)
- Antoñita Peñuela (Antonia Peñuela Castañeda, Lorca 1947- Torrent (Communauté valencienne) 1975).
- Aurelio Sellés (es) (Aurelio Sellés Nondedeu, Barrio de Santa María, Cadix, 1887-1974).
- Camarón de la Isla (José Monje Cruz, San Fernando, province de Cadix, 1950- Badalone, province de Barcelone 1992), cantaor considéré comme une des principales figures du flamenco moderne.
- Carmen Amaya (Carmen Amaya Amaya, Barcelone, 1918-Bagur, Gérone, 1963), chanteuse, danseuse et actrice (voir aussi le chapitre Baile: artistes historiques).
- Don Antonio Chacón, (Antonio Chacón García, Jerez de la Frontera, 1869- Madrid 1929) un des cantaores les plus célèbres de l'époque des Cafés cantantes (es).
- El Águila (José Ortega Feria, Cadix 1849 - ?), cantaor historique, patriarche, avec Tío Perico Cantoral, d'une grande famille flamenca, les Ortega de Cadix, grand-père entre autres de Manolo Caracol.
- El Carbonerillo (Manuel Vega García, Séville, calle del Sol, 1906 - Séville, calle Don Fadrique 1937).
- El Mellizo ou Enrique el Mellizo (Francisco Antonio Enrique Jiménez Fernández, Cadix, 1848-Séville, 1906) cantaor et bailaor de la Edad de Oro (l'âge d'or).
- El Mochuelo (Antonio Pozo Millán Rodríguez, Séville, 1868 - San Rafael, Segovia 1937).
- El Mojama ou Juan Mojama (es) (Jerez de la Frontera, vers 1890?-1950?).
- El Pali ou El Trovador de Séville ou Francisco de Asís Palacios Ortega (Séville, 1928 - Séville, 1988) El Pali.
- El Piyayo (es) (Rafael Flores Nieto, Málaga 1864-1940) chanteur et guitariste
- El Planeta ou Planeta tout court (Antonio Fernández? ou bien: Antonio Monge Rivero?, Cadix 1789?- Málaga 1856?). Chanteur, auteur et guitariste historique précurseur.
- Enrique Butrón (es) (Enrique Bonfante Jiménez, Cadix 1878 - 1929).
- Fillo ou El Fillo (Francisco Ortega Vargas, Puerto Real, Cadix vers 1810? - Triana, Séville, 1878), époux de La Andonda, oncle de Tomás el Nitri, découvreur de Silverio.
- Fosforito (Cadix, 1869–Madrid, 1940) ; ne pas confondre avec le chanteur d'aujourd'hui: Fosforito del Genil (sans parenté).
- Frasco el Colorao (Gelves, Séville, XVIIIe siècle), chanteur historique, un des précurseurs de la seguiriya dans le quartier sévillan de Triana, l'un des berceaux du flamenco.
- Frijones (Antonio Vargas Fernández, quartier de Santiago, Jerez de la Frontera 1846-1917), chanteur historique
- Gracia de Triana (María de Gracia Jiménez Zayas « La Calentito », quartier de Triana, Séville, 1919-1989).
- (los) Hermanos Toronjo (es) (Paco Toronjo: Francisco Antonio Toronjo Arreciado, Alosno, provincia de Huelva 1928 - 1998, avec son frère Pepe Toronjo: José Gómez Toronjo).
- Jacinto de Almadén ou El niño de Almadén (Jacinto Antolín Gallego, Almadén 1899 - Igualada 1968).
- Joaquín el de la Paula (Joaquín Fernández Franco (es), Alcalá de Guadaíra, 1875-1933), chanteur historique.
- Juan Breva (es) (Antonio Ortega Escalona, Vélez Málaga, 1844- Málaga 1918), chanteur et guitariste historique, un des premiers solistes.
- Juan Talega (es) (Juan Agustín Fernández Vargas, Dos Hermanas, Séville, 1891-1971).
- La Andonda (XIXe s.), épouse d'El Fillo, elle aurait interprété la première soleá jamais répertoriée.
- La Niña de los Peines (Pastora Pavón Cruz, quartier de Alameda de Hércules à Séville 1890-1969), sa voix a été déclarée Bien d'Intérêt Culturel par le Gouvernement autonome d'Andalousie en 1996.
- La Parrala (es) ou Trinidad La Parrala, ou « Trini » La Parrala (Dolores Parrales Moreno, Moguer, Huelva, 1845 - Séville, 1915) épouse du guitariste Paco el de Lucena.
- La Piriñaca (Ana Blanco Soto, Jerez de la Frontera, 1899 – 1987).
- La Rubia de Málaga (Francisca Colomer Sierra, Valladolid 1861-1925).
- La Serneta (Merced Fernández Vargas, quartier de San Pedro, Jerez de la Frontera 1837 - Utrera 1910), chanteuse historique, célèbre pour ses soleares.
- La Serrana, ou María la Serrana (María de los Dolores Valencia, fille de Paco la Luz), chanteuse historique
- La Trini (es) (Trinidad Navarro Carrillo, Málaga 1868-1930).
- Lola Flores ou La Faraona (María Dolores Flores Ruiz, Jerez de la Frontera (Cadix) 1923 – La Moraleja, Alcobendas (Madrid) 1995), chanteuse, danseuse et actrice.
- Manolito de María (es) (Manuel Fernández Cruz, Alcalá de Guadaíra 1904-1965).
- Manolo Caracol (Manuel Ortega Juárez, Séville 1909-Madrid 1973), un des cantaores parmi les plus célèbres du XXe siècle.
- Manuel Torre (Manuel Soto Loreto, quartier de San Miguel, Jerez de la Frontera (Cadix) 1878 - Séville 1933) auteur et cantaor célèbre de la première moitié du XXe siècle.
- María la Cantorala (María Isabel Cantoral Valencia, Jerez, 1776 – Cadix, 1832), fille de Tío Perico Cantoral, épouse du matador José Gaspar Díaz Jorge Agualimpia, chanteuse historique, une des plus anciennes répertoriées.
- Miguel de Molina (Miguel Frías de Molina, Málaga 1908 - Buenos Aires 1993), chanteur de flamenco, mais surtout de copla.
- Niña de Antequera ou La Niña de Antequera (es) (María Barrus Martínez, Antequera 1920-Séville1972).
- Niña de la Puebla (Dolores Jiménez Alcántara, La Puebla de Cazalla 1908 - Malaga 1999) cantaora et actrice.
- Niño de la Calzada (es) ou Niño de la Calzá (Antonio Tovar Ríos, Séville 1913 – 1981).
- Niño de Marchena (premier surnom de Pepe Marchena).
- Paca Aguilera (1867-1913), cantaora.
- Paco Isidro (es) (Francisco Barrera García, Huelva 1896 – 1960).
- Paco la Luz[3] (Francisco Valencia Soto, Jerez de la Frontera 1839-1914) chanteur historique de Seguiriyas, père de María La Serrana (cantaora), et de Juana la Sordita (bailaora).
- Pastora Pavón Cruz, voir La Niña de los Peines.
- Pepe el de la Matrona (José Núñez Meléndez, Triana, Séville, 1887 - Madrid, 1980) cantaor remarquable de l'Âge d'Or du flamenco, caractérisé par la pureté de son style traditionnel, il est le maître entre autres d'Enrique Morente; il devait son surnom à la profession de sa mère (matrona = sage-femme).
- Pepe Marchena ou « Niño de Marchena » (José Perea Tejada Martín, Marchena, province de Séville 1903-1976), ne pas confondre avec le danseur Pepe Marchena (1941-2007), aussi de Séville et de même surnom.
- Silverio Franconetti Aguilar (Séville, 1823 ou 1831-1889), « inventeur » des cafés cantantes.
- Terremoto de Jerez (Fernando Fernández Monge, Jerez de la Frontera 1934 - 1981) ne pas confondre avec son fils: Fernando Terremoto (Fernando Fernández Pantoja), lui aussi cantaor célèbre.
- Tío Juan Macarrón (es) (Juan Vargas, Jerez de la Frontera, Cadix, XVIIIe s.) frère de Tío Vicente Macarrón et ancêtre de María La Macarrona et de Juana La Macarrona, célèbres bailaoras.
- Tío Luis el de la Juliana ou bien: Tío Luis de la Geliana? (Luis Montoya Garcés?, Jerez de la Frontera vers 1760 - Jerez de la Frontera? vers 1830) 1er cantaor, précurseur presque mythique.
- Tío Perico Cantoral (Pedro Cantoral, Jerez, 1726-1731 ? – Cadix, 1800) cantaor historique précurseur, père de María la Cantorala, et à l'origine de la famille Díaz Cantoral racine d'une grande « saga » ou lignée d'artistes flamencos et de toreros connue sous le nom de Los Ortega de Cádiz, qui compte entre autres Fillo, El Águila et Manolo Caracol.
- Tío Vicente Macarrón (es) (Vicente Vargas, Jerez de la Frontera, Cadix, 1759 ou 1765?-1820?) frère aîné de Tío Juan Macarrón, époux de Rafaela Cantoral (née en 1764) de la famille de Tío Perico, et ancêtre de María et de Juana La Macarrona, célèbres bailaoras.
- Tomás el Nitri (Francisco Lázaro de la Santa Trinidad Ortega López, El Puerto de Santa María, Cadix 1838-Jerez de la Frontrera 1877) chanteur historique, neveu de Fillo.

#### Cantes(toujours vivants, ou décédés après 2000)
les cante  (chanteur et chanteuse), artistes contemporains (toujours vivants, ou décédés après l'an 2000) comprennent :
- Agujetas Hijo, voir Manuel Agujetas.
- Antoñita Moreno (Antonia Moreno Valiente, La Puebla del Río, Séville, 1930).
- Antonio Carmona (Antonio Carmona Amaya, Grenade 1965), chanteur de Nouveau flamenco, fils de Juan (et neveu de Pepe) Habichuela, membre du groupe Ketama.
- Antonio Reyes Montoya (es) (Chiclana de la Frontera 1976) primé pour le chant à la biennale de flamenco de Séville 2014.
- Arcángel (Francisco José Arcángel Ramos (es), Huelva, 1977) ; ne pas confondre avec Arcángel le chanteur dominicain de Rap et Reggaeton homonyme, et voir l'article qui est consacré à Arcángel cantaor de Flamenco dans Wikipédia en espagnol.
- Aurora Vargas (es) (Aurora Vargas Vargas, Séville, 1956).
- Bernarda de Utrera (Bernarda Jiménez Peña, Utrera, Province de Séville, 1927-2009) sœur cadette de Fernanda de Utrera.
- Calixto Sánchez (es) (Calixto Sánchez Marín, Mairena del Alcor 1946).
- Capullo de Jerez, voir Miguel Flores.
- Carmen Linares (Carmen Pacheco Rodríguez, Linares, Province de Jaén, 1951).
- Carmen Morell (Rosa María Ferrando Galiana, Barcelone 1923-Valence 2015).
- Chano Lobato (es) (Juan Miguel Ramírez Sarabia, Cadix, 1927-Séville, 2009).
- Chiquetete (es) (Antonio José Cortés Pantoja, Algeciras 1948) cousin des chanteuses Isabel Pantoja (chanteuse de coplas) y Sylvia Pantoja.
- Concha Buika (María Concepción Balboa Buika, Palma de Majorque, 1972).
- Duquende (Juan Rafael Cortés Santiago, Sabadell, 1965).
- Diego Aguilar Bernal (Sierra de Yeguas, province de Málaga, 1943).
- Diego el Cigala (Diego Ramón Jiménez Salazar, Madrid, 1968).
- Dolores Abril (Hellín, région d'Albacete, 1939), chanteuse; a été mariée avec Juanito Valderrama.
- El Agujetas de Jerez, voir Manuel Agujetas.
- El Lebrijano (Juan Peña Fernández, Lebrija, Séville, 1941-2016) fils de María La Perrata.
- El Cabrero (José Domínguez Muñoz, Aznalcóllar, province de Séville, 1944).
- El Capullo de Jerez, voir Miguel Flores.
- El Chocolate ou bien Antonio Núñez « Chocolate » (Antonio Núñez Montoya, Jerez de la Frontera (Cadix) 1931-Séville 2005).
- El Pele (Manuel Moreno Maya, Cordoue 1954).
- El Sordera (es) (Manuel Soto Monje, Jerez de la Frontera 1927-2001), descendant de Paco La Luz, La Serrana et La Sordita, père de la saga de Los Sordera.
- El Torta (Juan Moneo, Jerez de la Frontera, Cádiz 1953-Sanlúcar de Barrameda, Cadix 2013).
- mancheno pena (es) (Manuel Mancheño Peña, Vejer de la Frontera, Cádiz, 1947 - Séville, 2006).
- El yoni (es) (jonathan arenas, Angoulême, 1988) france et un Chanteur franco espagnol, de flamenco , et pop/flamenco moderne' d'origines gitane, primé pour le chant de flamenco de almeria, 2009 fils du chanteur Ignacio Arénas.
- Enrique Morente Cotelo (quartier d'Albaicín, Grenade 1942-Madrid 2010) compositeur et chanteur de flamenco moderne des plus influents, père d’Estrella Morente.
- Esperanza Fernández (Esperanza Fernández Vargas (es), Séville, 1966).
- Estrella Morente Carbonell (Las Gabias, Grenade, 1980) cantaora et bailaora, fille du cantaor Enrique Morente et de la bailaora Aurora Carbonell, épouse du matador Javier Conde, elle est actuellement une des chanteuses de flamenco les plus connues.
- Estrellita de Palma (Margarita Rodríguez Pérez, 1929 Palma de Majorque - 2020 Llucmajor), autrice compositrice interprète, cantaora de flamenco mais aussi chanteuse de tonadilla et de copla elle a connu le succès avec le paso doble : Campanera[4].
- Fernanda de Utrera (Fernanda Jiménez Peña, Utrera, Séville, 1923-2006), sœur ainée de Bernarda de Utrera.
- Fernando Terremoto (Fernando Fernández Pantoja, Jerez de la Frontera 1969 - 2010), fils de Terremoto de Jerez.
- Fosforito, ou Fosforito del Genil (Antonio Fernández Díaz, Puente Genil, Córdoba, 1932) ; ne pas confondre avec Francisco Lema « Fosforito », chanteur historique (sans parenté).
- Gabriel Moreno (es) (José Gabriel Moreno Carrillo, Linares, province de Jaén, Andalousie, 1941).
- Inés Bacán (Inés Bacán Peña, Lebrija, Séville, 1952) sœur du guitariste Pedro Bacán
- José de la Tomasa (es) (José Georgio Soto, Séville, 1951) petit neveu de Manuel Torre.
- José Menese Scott (es) (La Puebla de Cazalla, Séville, 1942-2016)
- José Mercé (José Soto Soto, Jerez de la Frontera, 1955).
- José Valencia (es) (José Antonio Valencia Vargas, Barcelona 1975) primé pour le chant à la biennale de flamenco de Séville 2014.
- Juanita Reina (Juana Reina Castrillo, « La Reina de la Copla », Macarena, Séville 1925-1999), chanteuse et actrice.
- Juanito Valderrama (Juan Valderrama Blanca, Torredelcampo, Jaén 1916 - Espartinas, Séville 2004).
- La Macanita (Tomasa Guerrero Carrasco, Jerez de la Frontera, 1968).
- La Paquera de Jerez (Francisca Méndez Garrido, Jerez de la Frontera, 1934-2004).
- La Perrata (María Fernández Granados, Utrera, 1922 – Lebrija, 2005) mère de El Lebrijano
- La Repompa de Málaga (es) (Enriqueta de la Santísima Trinidad de los Reyes Porras, Málaga, quartier de El Perchel 1937-1959).
- Maita Vende Ca (es) (Antonio Luis Caña Santana, San Fernándo 1974) chanteur, musicien, compositeur, producteur y arrangeur de nuevo flamenco (nouveau flamenco). Maíta Vende Ca signifie en caló (parler gitan) : « ma mère est gitane ».
- Manuel Agujetas (surnommé aussi parfois « El Agujetas de Jerez » ou encore : « Agujetas Hijo » ; de son vrai nom: Manuel de los Santos Pastor, Las Tablas, Jerez de la Frontera, 1939-2015), fils d'Agujetas el Viejo.
- Manuel Lombo (es) (Manuel Luis Vázquez Lombo, Dos Hermanas, Séville, 1979) chanteur de flamenco et fusion pop/flamenco.
- Manzanita (José Manuel Ortega Heredia (es), Madrid 1956 - Alhaurín de la Torre, Málaga 2004) neveu de Manolo Caracol, chanteur, guitariste (de flamenco et de variétés).
- María Jiménez (María Jiménez Gallego, Séville, 1950), chanteuse, actrice.
- Marifé de Triana (María Felisa Martínez López, Burguillos, province de Séville 1936 - Benalmádena, province de Malaga, 2013), chanteuse (de flamenco et de copla) et actrice
- Marina Heredia (Marina Heredia Ríos, Grenade, 1980).
- Miguel Flores Quirós, El Capullo de Jerez (es) (Jerez de la Frontera 1954), célèbre pour ses rumbas flamencas.
- Miguel Poveda (Miguel Ángel Poveda León, 1973 Barcelone) chanteur multi-primé, il a collaboré avec d'innombrables artistes.
- Montse Cortés (Montserrat Cortés Fernández, Barcelona, 1963), elle a collaboré avec de nombreux artistes.
- Nani Sanchez (1983) fille du guitariste flamenco Ramón Sanchez .
- Naranjito de Triana (José Sánchez Bernal, Séville, 1933-2002).
- Niña Pastori (María Rosa García García, San Fernando, Cadix, 1978).
- Pansequito (es) (José Cortés Jiménez, La Línea de la Concepción, provincia de Cádiz 1945).
- Pepe de Lucía (José Sánchez Gómez, Algeciras 1945) cantaor et producteur musical, frère de Paco de Lucía et père de la chanteuse (de variétés) Malú.
- Pitingo (es) (Antonio Manuel Álvarez Vélez, Ayamonte, Huelva, 1980) chanteur de flamenco et de soul latino. En caló (parler gitan), (pitingo signifie « le crâneur »)
- Perlita de Huelva (Antonia Hernández Peralta, Huelva 1939).
- Potito ou El Potito (Antonio Vargas Cortés dit –, Séville 1976), fils du chanteur-danseur-guitariste Changuito, il a collaboré avec : Paco de Lucía (« Zyrjab »), Vicente Amigo, Sara Baras, Joaquín Cortés, Tomatito.
- Rancapino (es) (Alonso Núñez Núñez, Chiclana de la Frontera, Cádiz, 1945)
- Remedios Amaya (María Dolores Amaya Vega, Séville, Triana 1962).
- Rocío Jurado (María del Rocío Trinidad Mohedano Jurado, Chipiona, Cadix 1946-La Moraleja, Alcobendas, Madrid, 2006) cantaora et actrice.
- Rocío Márquez (Rocío Márquez Limón, Huelva 1985) cantaora engagée à la voix cristalline, assez rare en flamenco.
- Sandra Carrasco (es) (Sandra Carrasco Tavira, Huelva 1981) a travaillé avec Anoushka Shankar, Buika, Javier Limón...

### Toque(jeu, ou musique, guitare surtout)

#### Tocaores / tocaoras(décédés avant 2000)
Les tocaores / tocaoras (musiciens/musiciennes de flamenco) : artistes historiques (décédés avant l’an 2000) comprennent : 
- Aniya la Gitana (ou « Anilla la de Ronda », Ana Amaya Molina, Ronda 1855 – Barcelone 1933) guitariste, mais aussi chanteuse et danseuse
- Carlos Montoya (Carlos García Montoya, Madrid 1903 - Wainscott, États-Unis 1993) un des fondateurs de la guitare flamenca moderne avec son oncle Ramón Montoya et Sabicas.
- Diego del Gastor ou Diego el del Gastor (Diego Amaya Flores, Arriate 1908 - Morón de la Frontera 1973) connu comme soliste et improvisateur, représentatif avec Melchor de Marchena de ce qu'on a appelé le toque gitano (style gitan à la guitare) ; il a aussi accompagné des cantaores comme: Manolito de María, Juan Talega, Perrate de Utrera, les sœurs Bernarda et Fernanda de Utrera, Antonio Mairena, José Menese...
- El Chino (es) (José Manuel Ruiz Rosa, Malaga 1953 – Benalmádena 1997) tocaor, compositeur et cantaor.
- El Pescaílla (ou El Pescadilla, Antonio González Batista, Barcelone 1925 – Madrid 1999) guitariste et chanteur de flamenco et de rumba créateur de la rumba catalane.
- El Titi de Marchena Titi del Quico ou simplement El Titi (Manuel Fernández Fernández, Marchena, Séville 1891-1953, un des professeurs de guitare de Paco de Lucía).
- Esteban de Sanlúcar (Esteban Delgado Bernal, Sanlúcar de Barrameda, 1910 - Buenos Aires 1989), guitariste et compositeur.
- Habichuela el Viejo (grand-père de Juan et Pepe Habichuela).
- Javier Molina[5] (Javier Molina Cundí, Jerez de la Frontera 1868-1956) l'un des créateurs de l'école du toque (jeu de guitare) de Xérès (Jerez).
- Manolo de Huelva ou Niño de Huelva (Manuel Gómez Vélez, Minas de Riotinto 1892 - Séville 1976).
- Manuel Cano[6](Manuel Cano Tamayo (es), Grenade 1925 - 1990) guitariste, compositeur et professeur.
- Melchor de Marchena (Melchor Jiménez Torres, Marchena, Séville, 1907 - Madrid, 1980).
- Miguel Borrull (Miguel Borrull Castelló, Castellón de la Plana, 1866 - Barcelone, 1926), élève du compositeur Francisco Tárrega.
- Niño Ricardo (Manuel Serrapí Sánchez, Séville 1904-1972) initiateur d'un nouveau style à la guitare flamenca qu'on a appelé le « ricardisme ».
- Paco El Barbero[7] (Francisco Sánchez Cantero dit "el barbero"=le barbier, son premier métier, Cadix 1840 - Séville 1910) élève de José Patiño, professeur de Javier Molina, premier "concertiste" de guitare flamenca.
- Paco (el) de Lucena[8] (Francisco Díaz Fernández, Lucena, 1859 - 1898) guitariste historique de flamenco, considéré comme le plus important du XIXe siècle ; il a collaboré avec le cantaor et tocaor Juan Breva, et fut l'époux de la cantaora Trinidad La Parrala.
- Pedro Bacán (es) (Pedro Bacán Peña, Lebrija, Séville 1951-1997, frère de la cantaora Inés Bacán) guitariste et compositeur.
- Rafael del Águila[9],[10] (Rafael del Águila y Aranda, Jerez de la Frontera 1900 – 1976) disciple direct de Javier Molina et professeur reconnu de l’« école de Jerez ».
- Ramón Montoya Salazar (Madrid 1879-1949) oncle de Carlos Montoya et guitariste de référence.
- Sabicas (Agustín Castellón Campos, 1912-1990), un des guitaristes parmi les plus reconnus de la seconde moitié du XXe siècle.
- Tío Parrilla, (Manuel Fernández Moreno, Jerez de la Frontera 1904-1980) guitariste, bailaor et cantaor, fils de Juanichi El Manijero et père de Parrilla de Jerez (es), de Juan Parrilla, tous deux guitaristes, et d’Ana Parrilla, bailaora.

#### Toque(toujours vivants, ou décédés après 2000)
Les toque (musiciens de flamenco) : artistes contemporains (toujours vivants, ou décédés après l’an 2000) comprennent :
- Andres de Arte 4 (Andrés Moreno, 1962) il a été entre 1978 et 1981, le guitariste soliste du groupe Arte 4, dont le chanteur était El Chino (es), ou enregistre en solo sous le nom de Andrés de Arte 4.
- Anoushka Shankar (Londres, 1981), compositrice et sitariste indienne, fille et disciple de Ravi Shankar, elle a proposé une fusion flamenco/musique indienne.
- Bernardo Sandoval (né en 1958), guitariste, auteur-compositeur et interprète Franco-Espagnol de flamenco et de flamenco/fusion latino, jazzy, afro.
- Chano Domínguez (Cadix, 1960) pianiste de jazz fusion et de nouveau flamenco.
- Chicuelo ou Juan Gómez Chicuelo (es) (Juan Ignacio Gómez Gorjón, Cornellá de Llobregat, Barcelone, 1968), guitariste et compositeur.
- David Peña Dorantes, pianiste de flamenco.
- Diego Amador (es) « El Churri » (Séville, 1973) multi-instrumentiste: guitariste, pianiste, chanteur, compositeur (fusion flamenco/jazz/salsa).
- Diego Carrasco (es), ou « Tate de Jerez » (Jerez de la Frontera, 1954) guitariste, compositeur et cantaor.
- Diego del Morao (Diego Moreno Jiménez, Jerez de la Frontera, Cádiz, Andalousie, 1978) héritier des Morao de Jerez, fils de Moraíto Chico.
- Enrique de Melchor (Enrique Jiménez Ramírez, Marchena, Séville, 1950 - Madrid 2012), fils de Melchor de Marchena.
- Estas Tonne (Stanislav Tonne, Ukraine, Union soviétique, 1975) guitariste ukrainien et israélien qui, à partir d'une technique guitaristique flamenca fusionnant avec des caractéristiques classiques, latines, électroniques, jazz, pop, aboutit à une musique méditative tres personnelle nouveau flamenco.
- Gerardo Núñez (Gerardo Núñez Díaz, Jerez de la Frontera, Cádiz, 1961) guitariste et compositeur de flamenco et de jazz flamenco.
- Gipsy Kings : célèbre groupe français de rumba flamenca, fondé dans les années 1970 par deux familles gitanes (Abott) de Montpellier et d'Arles, les Baliardo et les Reyes.
- Javier Conde (Javier Conde Santos, Cáceres, Extremadura 1988)[11],[12], guitariste "payo" (non gitan), concertiste de guitare flamenca.
- Javier Limón (es) (Madrid, 1973) compositeur, producteur et guitariste (il a produit entre de nombreux autres : Paco de Lucía, Buika, Bebo Valdés, Diego el Cigala, Montse Cortés, Pepe de Lucía, Niño Josele, Enrique y Estrella Morente, José Mercé, Anoushka Shankar, Wynton Marsallis, Joe Lovano, Joan Manuel Serrat, Caetano Veloso, Ana Belén, Luz Casal, Potito, Yasmin Levy, Sole Giménez, Sandra Carrasco…); comme artiste soliste il a publié quatre albums.
- Jean-Baptiste Marino, guitariste de flamenco "payo" (=non gitan) français d'origine sicilienne; entre autres disques en solo, il participe au groupe Jaleo, dans un projet de fusion Flamenco/Jazz/Musique indienne avec le guitariste jazz-rock Louis Winsberg (ex membre du groupe Sixun).
- Jonathan arenas el Yoni  'Guitariste (espagnol) de flamenco et  nouveau flamenco aux racines gitanes fusionnant avec des caractéristiques musical classiques, latines, électroniques, jazz, pop, aboutit à une musique méditative ou rythmique très personnelle qui n'est pas sans influencer le Nuevo Flamenco.
- Jesse Cook (1964, Paris) guitariste (français) de nouveau flamenco.
- Josemi Carmona "Machuka" (José Miguel Carmona, Madrid 1971) fils du guitariste Pepe Habichuela et membre du groupe de flamenco-fusion Ketama.
- Juan Carlos Romero (músico) (es) (Huelva, 1964) guitariste, compositeur, auteur et producteur (notamment pour Miguel Poveda : Tierra de Calma), primé pour la guitare à la biennale de flamenco de Séville 2010.
- Juan Carmona (Lyon, 1963), guitariste et compositeur français (famille gitane) de flamenco, de Nouveau flamenco et de flamenco-fusion.
- Juan Habichuela (Juan Carmona Carmona, Granada 1933 - Madrid 2016). [Ne pas confondre avec le précédent du fait de la proximité des patronymes]. Frère du guitariste Pepe Habichuela et père des cantaores : Juan José Carmona Amaya “El Camborio” et Antonio Carmona Amaya du groupe de flamenco-fusion : Ketama.
- Juan Manuel Cañizares (Sabadell, Barcelona, 1966) guitariste de flamenco et Nouveau flamenco.
- Juan Santiago Maya Marote (es) (quartier de Sacro-monte, Grenade, 1936-2002) petit-fils et disciple de Juan Fajardo, frère d'Antonio El Veneno, de Pepe Maya El Marotillo, aussi guitaristes, et de Manuel Manolete (danseur) (es). Il est considéré comme une étape importante pour la guitare de la fin de « l'âge d'or du flamenco » (après-guerre). Il a collaboré avec Antonio Gades (en 1964, à l'Exposition universelle de la Foire internationale de New York).
- Juan Serrano (en) (Córdoba 1935) guitariste flamenco, concertiste et professeur de guitare flamenca aux États-Unis.
- Manitas de Plata [« petites mains d'argent », ou « doigts de fée »], (Ricardo Baliardo, Sète 1921 - Montpellier 2014). Guitariste gitan français.
- Manolo Sanlúcar (Manuel Muñoz Alcón, né à Sanlúcar de Barrameda dans la province de Cadix en 1943) fils d'Isidro Muñoz Sanlúcar, frère d'Isidro Muñoz Alcón et de José Miguel Évora.
- Manuel Moreno Jiménez, ou Manuel Morao (quartier de Santiago, Jerez de la Frontera 1929) fils d'El Morao (Manuel Moreno de Soto y Monje), frère de Juan Morao et oncle de Moraíto Chico.
- Mario Escudero (Alicante, 1928 - Miami, Floride, 2004) guitariste, compositeur et professeur. Nombreux enregistrements avec Sabicas.
- Merengue de Córdoba (es) (Rafael Rodríguez Fernández, Córdoba, 1944) guitariste, grand accompagnateur de cantaores et de tocaores.
- Moraíto Chico (Manuel Moreno Junquera, quartier de Santiago, Jerez de la Frontera 1956 - 2011), fils de Juan Morao, neveu de Manuel Morao et père de Diego del Morao.
- Niño Josele (es) (Juan José Niño Josele Heredia, Almería 1974) guitariste, fils d'el Josele cantaor almeriense (= d'Almeria).
- Niño Miguel (Miguel Vega de la Cruz, Huelva 1952 - 2013) fils du tocaor « Miguel el Tomate » ; son jeu à la guitare particulièrement brillant et créatif attira sur lui l'attention des maestros de l'instrument, dont Paco de Lucía qui parraina ses débuts discographiques, mais sa carrière écourtée par ses problèmes de santé ne lui permit pas d'exprimer totalement son talent.
- Oscar Herrero (Tomelloso, province de Ciudad Real, Castille-La Manche, 1959), guitariste concertiste, compositeur, professeur.
- Paco Cepero (es) (Francisco López-Cepero García quartier de San Miguel, Jerez de la Frontera 1942) guitariste et compositeur.
- Paco de Lucía (Francisco Sánchez Gómez, Algésiras, province de Cadix, 1947-Playa del Carmen, Mexique 2014), frère cadet du guitariste Ramón de Algeciras et du cantaor Pepe de Lucía, il est souvent considéré comme le plus grand guitariste et compositeur de flamenco de l’époque contemporaine, et il est certainement le plus connu dans le monde ; par ses multiples collaborations, à l'intérieur comme au dehors de l'univers du flamenco, il a donné à ce dernier une audience mondiale, et a contribué à l'ouvrir à d'autres types de musiques.
- Paco Peña (Francisco Peña Pérez, Cordoue 1942).
- Parrilla de Jerez (es) (Manuel Fernández Molina, Jerez de la Frontera, Cádiz 1945-2009), guitariste, fils de Tío Parrilla, frère de Juan Parilla (tocaor) et d’Ana Parilla (bailaora), élève de Rafael del Águila pour le style de guitare flamenca typique de Jerez de la Frontera, le toque jerezano.
- Pedro Javier González (Barcelone 1962) guitariste, compositeur et producteur musical, fusion jazz-flamenco. [Voir l'article en espagnol, beaucoup plus détaillé : Pedro Javier González García (es)].
- Pedro Soler (Narbonne, 1938) guitariste de flamenco français. Nombreuses collaborations avec des artistes flamencos, de world music et de jazz[13].
- Pepe Habichuela (José Antonio Carmona Carmona, Grenade, 1944) guitariste parmi les plus saillants de l’époque contemporaine, compositeur; petit-fils de Habichuela « el Viejo », fils de José Carmona (« Tío José Habichuela »), frère de Juan Habichuela, et père de José Miguel Carmona « Niño » (ou Josemi Carmona « Machuka ») du groupe Ketama.
- Rafael Amador Fernández (es) (Séville 1960, membre avec son frère Raimundo Amador du groupe des années 1980 : Pata Negra), guitariste, chanteur, compositeur (fusion flamenco/rock/blues, qu’ils ont appelé « arte de la blueslería »).
- Rafael Riqueni (Rafael Riqueni del Canto (Séville, 1962), guitariste et compositeur.
- Raimundo Amador Fernández (Séville 1959, frère de Rafael Amador, groupe Pata Negra) guitariste, chanteur, compositeur, arrangeur flamenco-rock-blues.
- Ramón Sanchez (1955), guitariste et compositeur  flamenco.
- Ramón de Algeciras (Ramón Sánchez Gómez, Algeciras, 1938 - Madrid, 2009) guitariste et compositeur, frère aîné du cantaor Pepe de Lucía et de Paco de Lucía.
- Raphaël Faÿs (Paris 1959) guitariste et compositeur français éclectique (du flamenco au jazz et au swing-manouche, et à la guitare classique), fils de Louis Faÿs (guitariste de jazz).
- Tempranillo (pseudonyme de Laurent Maltinti, guitariste de flamenco français créateur du groupe de rumba flamenca du même nom).
- Tomatito (José Fernández Torres, Almería 1958) guitariste et compositeur, son surnom : « Petite Tomate » en tant que fils du guitariste José Fernández Castro « El Tomate » (« La tomate »).
- Vicente Amigo (Vicente Amigo Girol, Guadalcanal (Séville), 1967), guitariste et compositeur original multi-primé, considéré comme un virtuose de la guitare flamenca.
- Víctor Monge « Serranito » (Madrid, 1942) guitariste payo (non gitan) virtuose, compositeur et professeur, disciple de Ramón Montoya et de Niño de Huelva, multi primé notamment à la biennale de Flamenco de Séville en 2004. José Manuel Gamboa (es), le journaliste critique et écrivain flamenco bien connu (voir bibliographie), n'hésite pas à le qualifier de « guitariste pour les guitaristes » en sous-titre de la biographie qu'il lui a consacrée (voir sa biographie en français sur le site flamencoweb.fr, et en espagnol aux liens en note[14]).

### Basse
- Carles Benavent (Barcelone 1954) bassiste de flamenco et de jazz, et mandoliniste, membre du groupe de Paco de Lucía.
- Jules Faife
- Miguel Rodrigáñez
- Pepe Pulido

### Percusiones(pecussions)
- Isráel Suáres Porrina « El Piraña » (a travaillé avec Anoushka Shankar, Pepe Habichuela & Dave Holland).
- Juan Carmona (a travaillé avec Pepe Habichuela & Dave Holland, ne pas confondre avec le guitariste français de même nom).
- Rubem Dantas (Rubem Dantas Rodrigues, Salvador de Bahía (Brésil) 1954) percussionniste brésilien de Paco de Lucía.

### Baile(danse)

#### Bailaores / bailaoras(décédés avant 2000)
Les bailaores / bailaoras (danseurs/danseuses de flamenco) : artistes historiques (décédés avant l'an 2000) comprennent :
- Aniya la Gitana (ou Anilla la de Ronda, Ana Amaya Molina, Ronda 1855 - Barcelone 1933) danseuse, chanteuse, et guitariste historique.
- Antonio el Bailarín (es) (Antonio Ruiz Soler, Séville 1921 - Madrid 1996) danseur, chorégraphe et directeur artistique.
- Carmen Amaya (Carmen Amaya Amaya, Barcelone 1918-Bagur, Gerona 1963) bailaora, cantaora et actrice gitane mondialement connue par ses films.
- Farruco (es), ou El Farruco (Antonio Montoya Flores, Pozuelo de Alarcón, Madrid, 1935 – Séville 1997) patriarche d'une famille flamenca, grande figure du baile de la seconde moitié du XXe siècle ; père des bailaoras Rosario Montoya La Farruca, et Pilar Montoya (es) La Faraona, grand-père des bailaores Farruquito (es), Antonio El Farru et El Carpeta, on le voit dans le film Flamenco de Carlos Saura en 1995 avec plusieurs membres de sa famille qu'on retrouvera dans la suite : Flamenco, Flamenco en 2010.
- La Argentina (Antonia Mercé y Luque, Buenos Aires 1890 - Bayonne 1936), danseuse et chorégraphe espagnole quoique née en Argentine.
- La Argentinita (Encarnación López Júlvez, Buenos Aires, 1895 – New York 1945), bailaora et chorégraphe hispano-argentine, sœur aînée de Pilar López danseuse elle aussi. Elle fut surnommée la Argentinita (la petite argentine) pour éviter la confusion avec Antonia Mercé, de cinq ans son aînée et déjà surnommée La Argentina.
- La Joselito[15] (Carmen Gomez, Barcelone, 1906 – Toulouse, 1998) bailaora espagnole célèbre dans la première moitié du XXe siècle, accompagnée par son mari le guitariste Juan Relampago, virtuose reconnue du zapateado (percussion avec les pieds) comme on peut le voir dans cet enregistrement[16]; puis professeure de danse flamenca à Toulouse.
- La Macarrona ou Juana la Macarrona (Juana Vargas de las Heras, Jerez de la Frontera 1870-Séville 1947. Lire l'article en espagnol ou en anglais, plus développé) considérée avec sa sœur María comme l’une des plus grandes danseuses de « l'Âge d'or du flamenco » et de l'époque des "cafés cantantes" (es).
- La Malena (Magdalena Seda Loreto, Jerez de la Frontera, 1872 - Séville, 1956) rivale de La Macarrona.
- La Sordita (es) (Juana Valencia, XIXe siècle, Jerez de la Frontera) fille de María de los Dolores Valencia La Serrana et ancêtre d'El Sordera (es)
- Pastora Imperio (Pastora Rojas Monje, Séville, 1887 - Madrid, 1979) danseuse, chanteuse et actrice reconnue.
- Vicente Escudero (Vicente Escudero Urive, Valladolid 1888 - Barcelone 1980) danseur et chorégraphe, mais aussi théoricien de la danse, conférencier, peintre, écrivain, chanteur et acteur.

#### Bailaores / bailaoras(toujours vivants, ou décédés après 2000)
Artistes contemporains (toujours vivants, ou décédés après l'an 2000) :
- Antonio Canales (Antonio Gómez de los Reyes, Séville 1961) danseur, chorégraphe, acteur (notamment pour Tony Gatlif dans Vengo)
- Antonio Gades, (Antonio Esteve Ródenas ou Rodeñas, Elda, 1936 – Madrid, 2004) danseur et chorégraphe, considéré comme un des plus importants de l’époque contemporaine.
- Ana Pérez, danseuse de Flamenco et chorégraphe française
- Belén Maya (Belén Maya García, New York 1966).
- Cristina Hoyos (Cristina Hoyos Panadero, Séville 1946) danseuse, chorégraphe, professeure, directrice de compagnie et actrice.
- Farruquito (es) (Juan Manuel Fernández Montoya, Séville 1982) bailaor, fils du cantaor Juan Fernández Flores El Moreno et de la bailaora Rosario Montoya Manzano la Farruca, héritier d'un style et d'une école de danse fondés par son grand-père Farruco, frère ou cousin des bailaores Antonio El Farru et El Carpeta ; on peut le voir[style à revoir] dans plusieurs des films que Carlos Saura a consacrés au flamenco.
- Israel Galván (Israel Galván de los Reyes, Séville, 1973) danseur et chorégraphe de flamenco expérimental (tendant à l'abstraction), fils des bailaores Eugenia de los Reyes Bermúdez et José Galván, frère de Pastora Galván, elle aussi danseuse et chorégraphe de flamenco traditionnel.
- Joaquín Cortés (Cordoue, 1969) bailaor, chorégraphe, acteur, réalisateur et producteur.
- Joaquín Grilo (Joaquín Grilo Mateos, Jerez de la Frontera (Cadix), 1968) bailaor et chorégraphe.
- José Galván (Séville), danseur, chorégraphe et chanteur, père d'Israel et Pastora Galván, eux aussi danseurs et chorégraphes connus.
- José Greco (né Costanzo Greco Bucci à Montorio nei Frentani (Italie) en 1918 et mort à Lancaster (Pennsylvanie) en 2000), bailaor et chorégraphe connu pour avoir popularisé la danse espagnole sur la scène et à l'écran en Amérique dans les années 1950 et 1960.
- La Chana (Antonia Santiago Amador, Barcelone, 1946) danseuse célèbre pour son sens exceptionnel du rythme, la sûreté de son compás (rythme et mesure), la vigueur enflammée de son taconeo (claquettes flamencas), la précision et la rapidité de son zapateado[17]. Documentaire en 2016[18].
- La Chunga, (Micaela Flores Amaya, Marseille 1938), danseuse, actrice et peintre d'art naïf.
- La Lupi[19],[20] (Susana Lupiáñez Pinto, Málaga 1971) bailaora, chorégraphe, professeure, directrice de compagnie.
- La Morita[21] : bailaora française installée à Toulouse, elle a étudié le baile flamenco auprès de Concha Calero, Manolo Marin, Concha Vargas, La Tani, José Galván, et l'enseigne à l'Académie de Flamenco de Toulouse.
- Laura del Sol (Barcelone 1961) danseuse et actrice, elle tient notamment le premier rôle de Carmen (1983) et celui de Lucía dans L'Amour sorcier (1986), les films de Carlos Saura. Manolete (bailaor), (Manuel Santiago Maya, Cuevas del Sacromonte, (Granada), 1945), danseur, chorégraphe et professeur, frère du guitariste Juan Santiago Maya « Marote ».
- Manolete (es) (Manuel Santiago Maya, Cuevas del Sacromonte, (Grenade), 1945), danseur, chorégraphe et professeur, frère du guitariste Juan Santiago Maya « Marote ».
- Andrés Marín Vargas (Séville 1969) danseur, chorégraphe, Prix national de la danse 2022.
- Manolo Marín (es) (Manuel Marín, Séville, 1936), bailaor et chorégraphe, il a composé des chorégraphies notamment pour Cristina Hoyos, la Compagnie Andalouse de Danse, et le Ballet National d'Espagne.
- Manuela Carrasco (es) (Triana, Séville, 1958) danseuse multiprimée, elle a collaboré entre autres avec Camarón de la Isla et El Lebrijano ; on la voit notamment dans les films Sevillanas (1992) et Flamenco (1995) de Carlos Saura.
- Manuela Vargas (es)[22] (Manuela Hermoso Vargas, Séville, 1937 - Madrid, 2007).
- María Pagés (María Jesús Pagés Madrigal, Séville 1963) bailaora, costumière, chorégraphe reconnue aux niveaux national et international.
- Mario Maya (es) (Mario Maya Fajardo, Córdoba, 1937 — Séville, 2008) bailaor et chorégraphe gitan espagnol multi-primé, il a commencé sa carrière dans les grottes de Sacromonte à Grenade.
- Matilde Coral (es)[23] (Matilde Corrales González, Triana,Séville, 1935) bailaora multi-primée, élève d'Adelita Domingo, Pastora Imperio et Eloísa Albéniz (sa mère).
- Merche Esmeralda (Mercedes Rodríguez Gamero, Séville) bailaora, chorégraphe, cantaora et actrice.
- Nani Sanchez (1983) fille du guitariste flamenco Ramón Sanchez
- Pepa Montes (es) (Josefa Bastos Otero, Las Cabezas de San Juan, Séville, 1954) bailaora primée pour la maîtrise à la biennale de flamenco de Séville 2008.
- Pilar López (Pilar López Júlvez (es) San Sebastián 1907 - Madrid 2008) danseuse et chorégraphe, sœur cadette de La Argentinita.
- Rafael Amargo (Jesús Rafael García Hernández, Valderrubio, Province de Grenade 1975) danseur et chorégraphe multi-primé pour ses créations, qui se situe sous la double influence d'Antonio Gades et de Martha Graham.
- Sara Baras (Sara Pereyra Baras, San Fernando, Cádiz, 1971) bailaora, chorégraphe et directrice de compagnie.

### Cinéastes
- Carlos Saura (Carlos Saura Atarés, Huesca 1932) cinéaste espagnol prolifique et réalisateur parmi les plus reconnus mondialement ; dans sa riche filmographie le flamenco est un thème récurrent.
- Edgar Neville Romrée (Madrid 1899 - 1967) cinéaste (scénariste et réalisateur), écrivain et dramaturge espagnol ; plusieurs de ses œuvres traitent du flamenco.
- Emir Kusturica (Sarajevo, Bosnie-Herzégovine, 1954) cinéaste, acteur et musicien serbe et français multi-primé ; la musique et les gitans sont souvent au centre de ses films.
- Manuel Palacios[24] écrivain, dramaturge, metteur en scène et cinéaste espagnol.
- Tony Gatlif (né Michel Boualem Dahmani à Alger en 1948, de père kabyle et de mère gitane) réalisateur, acteur, scénariste, producteur et compositeur français; son cinéma présente le peuple rom, le peuple gitan, leurs musiques et leurs danses.
- C. Tangana (né Antón Álvarez Alfaro à Madrid en 1990), réalise le documentaire La guitarra flamenca de Yerai Cortés sur le jeune musicien du nouveau flamenco, Yerai Cortés[25], lauréat de deux prix Goya, sorti en France en juillet 2025[26].

### Écrits documentaires
- Gabriel Sandoval : [en français] Flamenco attitudes (Solar) et : Le Flamenco, entre révolte et passion (Milan, 2003).
- José Manuel Gamboa (es) : [en espagnol], nombreux livres sur le flamenco en général, et particulièrement sur Víctor Monge Serranito, Perico el del Lunar, Luis Maravilla, Sabicas, Enrique Morente.

## Liste alphabétique des artistes par leur nom
La liste d'artistes de flamenco ci-dessous indique les différents artistes du flamenco comme chanteurs, guitaristes, danseurs, percussionnistes, cinéastes, etc. (Cette spécialité est indiquée après leur nom). Cette fois, les artistes sont classés par ordre alphabétique des noms de famille (apellido en espagnol), ou à défaut des surnoms (apodo), mais pas des prénoms («ombre), à la différence de la liste ci-dessus; ceci afin de faciliter la recherche d'un nom par la complémentarité des deux classements. Voir l'initiale en caractère gras qui justifie le classement alphabétique choisi pour chaque nom. Les deux listes ne font donc pas double-emploi. Enfin, les listes de ce type ne sauraient être exhaustives et méritent d'être constamment mises à jour.

### A
- El Águila (José Ortega Feria, Cadix, 1849), chanteur
- Diego Aguilar Bernal, chanteur
- Agujetas « El Viejo », chanteur, père du suivant
- Manuel Agujetas dit El Agujetas de Jerez (Manuel de los Santos Pastor, Las Tablas, Jerez de la Frontera, 1939-2015), chanteur
- Vanesa Aibar, danseuse
- Ramón de Algeciras (Ramón Sánchez Gómez, Algeciras 1938 - Madrid 2009, frère aîné de Pepe et Paco de Lucía), guitariste, compositeur, auteur
- Diego Amador (es) (« El Churri », Séville 1973), guitariste, pianiste, chanteur, compositeur (fusion flamenco/jazz/salsa)
- Joaquín Amador, guitariste
- Juan José Amador, chanteur
- Samara Amador, chanteuse
- Rafael Amador Fernández (es)(Séville, 1960, membre avec son frère Raimundo Amador du groupe des années 1980 : Pata Negra), guitariste, chanteur, compositeur (fusion flamenco/rock/blues, qu’ils ont appelée « arte de la blueslería »)
- Raimundo Amador Fernández (Séville 1959, frère de Rafael Amador, groupe Pata Negra) chanteur, guitariste flamenco-rock-blues
- Rafael Amargo (Jesús Rafael García Hernández, Valderrubio, Province de Grenade, 1975), danseur, chorégraphe
- Carmen Amaya, chanteuse, danseuse, actrice
- Karime Amaya, danseuse
- Remedios Amaya, chanteuse
- Vicente Amigo, guitariste, compositeur
- La Andonda (épouse de El Fillo, elle aurait interprété la première soleá jamais répertoriée), chanteuse historique
- Encarna Anillo, chanteuse
- Aniya la Gitana (nom : Ana Amaya Molina, autre surnom « Anilla la de Ronda », 1855-1933), danseuse, guitariste, chanteuse
- Niña de Antequera, chanteuse
- Arcángel, chanteur (ne pas confondre avec le chanteur dominicain homonyme)
- Andres De Arte 4 (Andrés Moreno), guitariste

### B
- Antonio el Bailarín, danseur, chorégraphe
- Bambino, chanteur
- José Manuel Banderas, guitariste
- Sara Baras, danseuse
- Paco El Barbero, guitariste historique
- Carles Benavent, bassiste
- Bjiji & Zegna, chanteuse
- El tío Borrico, chanteur
- María Borrico, chanteuse historique
- Miguel Borrull (élève de Francisco Tárrega), guitariste historique
- Raúl Botella, percussionniste
- Juan Breva (Antonio Ortega Escalona, Málaga, 1844-1918), chanteur et guitariste historique.
- Concha Buika, chanteuse
- Bizco Amate[27]

### C
- El Cabrero, chanteur
- Camarón  de la Isla, chanteur
- Rafael et Adela Campallo (frère et sœur), danseurs, chorégraphes (voir aussi Silva)
- Juan Campallo, guitariste
- Antonio Canales, danseur, chorégraphe
- María la Cantorala (María Isabel Cantoral, Valencia 1776-1832), fille de Tío Perico (Pedro) Cantoral, épouse du matador José Gaspar Díaz Jorge « Agualimpia ». chanteuse historique, une des plus anciennes répertoriées.
- Manolo Caracol (Manuel Ortega Juárez, 1909-1973), chanteur
- Inma la Carbonera, chanteuse
- Rafael de Carmen, danseur, chorégraphe
- Niño del Carmen, guitariste historique
- Isidoro Carmona, guitariste
- Jesús Carmona, danseur, chorégraphe
- José Carmona (père de Pepe Habichuela)
- José Miguel Carmona, guitariste (fils de Pepe Habichuela)
- Juan Carmona, guitariste, compositeur
- El Carpeta (Manuel Fernández Montoya), danseur, petit fils de Farruco, fils de la Farruca, frère de Farruquito et Farru
- Ane Carrasco, percussionniste
- José Carrasco, percussionniste
- Manuela Carrasco, danseuse
- Rafaela Carrasco, danseuse, chorégraphe
- Cati Castillo, percussionniste (sœur de la suivante)
- Concha Castillo, danseuse, chorégraphe
- Paco Cepero, guitariste
- Cepillo (Angel Sánchez), percussionniste
- Don Antonio Chacón, (Antonio Chacón García, 1869-1929) chanteur historique[2]
- La Chana (Antonia Santiago Amador, Barcelone 1946) danseuse
- Changuito, (père de Potito ; ne pas le confondre avec Changuito, le percussionniste cubain), chanteur, danseur, guitariste
- Chicuelo (Juan Gómez), guitariste, compositeur (accompagne Miguel Poveda)
- El Chocolate, chanteur
- La Chunga (Micaela Flores Amaya, Marseille 1938), danseuse, actrice et peintre
- Diego el Cigala, chanteur
- Laura Clemente, danseuse, chorégraphe
- Frasco el Colorao, chanteur historique
- Antonia Contreras (Antonia De la Cruz Contreras, elle a travaillé en 2012 avec J.-F. Heisser sur un disque bien salué par la critique consacré à El amor brujo de Manuel de Falla) chanteuse[28]
- Jesús Corbacho, chanteur
- Mercedes de Córdoba, danseuse
- David Coria, danseur, chorégraphe
- Emilio Cortés, chanteur
- Joaquín Cortés, danseur
- Yerai Cortés, musicien
- José Cortés and the Gipsy Dreams, chant, guitare, danse
- Juan Manuel Cortes, percussionniste
- Montse Cortés, chanteuse
- El Cuco (Rafael Ortega), chanteur
- Curro Dulce, chanteur historique

### D
- Rubem Dantas, percussionniste
- Chano Domínguez, pianiste de jazz et de "flamenco nuevo"
- Duquende, chanteur
- Rosa Durán, danseuse

### E
- Vicente Escudero, danseur
- Ignacio Espeleta, chanteur
- Ricardo Espinosa, percussionniste
- Estrellita de Palma, chanteuse,
- Jonathan Arenas, (El Yoni (es) chanteur guitariste espagnol, auteur compositeur, flamenco, nouveau Flamenco,

### F
- Faíco, danseur
- Jules Faife, guitariste, bassiste
- Paloma Fantova, danseuse
- Farru, danseur, fils de la suivante
- La Farruca, danseuse, fille de Farruco
- Farruco, danseur, grand-père du suivant, de Farru et El Carpeta
- Farruquito, danseur, fils de la Farruca
- Joaquín El Feo, danseur
- Isidoro Fernandez Roman, palmero, percussionniste
- Manuel Fernández Montoya voir « El Carpeta », danseur
- Fillo ou El Fillo (es)(Francisco Ortega Vargas, Puerto Real, Cádiz vers 1810? - Triana, Séville, 1878, oncle de Tomás el Nitri, époux de La Andonda), chanteur historique
- El Flecha de Cadix, chanteur
- Marco Flores, danseur
- Fosforito (Antonio Fernández Díaz), chanteur
- Manolo Franco, guitariste
- Silverio Franconetti Aguilar (1823-1889), chanteur historique
- Frijones, chanteur

### G
- Antonio Gades, danseur, chorégraphe, acteur
- José Galán, danseur
- El Galli, chanteur
- Pascual Gallo, guitariste
- Israël Galván, danseur, chorégraphe
- José Galván, danseur, père du précédent
- Pastora Galván, danseuse, fille du précédent
- Paco Gandul, chanteur
- Diego del Gastor, guitariste
- Tony Gatlif, cinéaste
- Javier Gómez, guitariste
- José Greco (it.), danseur, chorégraphe
- Joaquín Grilo, danseur
- Carlos Grilo, percussions, palmas
- Pedro Javier González, guitariste
- "El Gordo Viejo" (Enrique Ortega Díaz), chanteur

### H
- Habichuela el Viejo (grand-père de Pepe et Juan Habichuela)
- Pepe Habichuela, guitariste, compositeur
- Juan Habichuela, guitariste (frère de Pepe Habichuela)
- Alba Heredia, danseuse
- Andrés Hernández « Pituquete », guitariste
- Cristina Hoyos, danseuse, chorégraphe, actrice

### I
- Eugenio Iglesias, guitariste
- Paco Iglesias, guitariste
- Pastora Imperio (Pastora Rojas Monje, Séville, 1887 - Madrid, 1979) danseuse, chanteuse et actrice reconnue.
- Camarón de la Isla (José Monje Cruz, 1950-1992), chanteur

### J
- David de Jacoba, chanteur
- La Jacoba (Dolores Ortega Díaz, belle-mère d’El Mellizo), chanteuse historique
- Roberto Jaen, palmas
- Paco el de Jerez, guitariste historique
- Joni Jiménez, guitariste
- Juan Antonio Jiménez, danseur, acteur
- Joselero, chanteur
- Rocío Jurado, chanteuse, actrice

### K
- Kadu (Fr), percussionniste
- Emir Kusturica, cinéaste

### L
- El Lebrijano, chanteur, fils de La Perrata
- Juan De Lerida, guitariste
- Javier Limón, guitariste, compositeur
- Manuel Liñán, danseur
- Carmen Linares, chanteuse
- Chano Lobato, chanteur
- Bernardo de los Lobitos, chanteur
- El Loli, chanteur
- Londro, chanteur
- Angel Lopez, danseur
- Hugo López, danseur
- Matías Lopez « El Mati », chant, palmas
- Pilar Lopez danseuse
- Amos Lora, guitariste
- Lucky Losada, percussionniste
- Paco (el) de Lucena, guitariste historique
- Paco de Lucía (Francisco Sánchez Gómez, 1947-2014), guitariste, compositeur
- Pepe de Lucía (José Sánchez Gómez, frère de Paco de Lucía), chanteur, auteur, producteur musical
- « La Lupi » Susana Lupiañez Pinto, danseuse
- Paco la Luz (Francisco Valencia Soto, 1839-1914, père de La Serrana), chanteur historique

### M
- Tío Vicente Macarrón (Vicente Vargas, 1759-1820?), chanteur historique
- La Macarrona (Juana Vargas), danseuse historique
- Antonio Mairena (Antonio Cruz García, 1909-1983), chanteur
- La Malena (Magdalena Seda Loreto), danseuse historique
- Malú (María Lucía Sánchez Benítez, fille de Pepe de Lucía et nièce de Ramón de Algeciras et de Paco de Lucía), chanteuse (de flamenco et de variétés)
- Manolito, guitariste
- Manolo « el de Badajoz », guitariste
- Jesús de la Manuela, chanteur
- Jesús Mañeru, palmas
- Pepe Marchena (d’abord surnommé Niño de Marchena : José Perea Tejada Martín, 1903-1976), chanteur
- Curro de Maria, guitariste
- Manolito de María (es) (Manuel Fernández Cruz, Alcalá de Guadaíra 1904-1965), chanteur
- Manolo Marín, danseur, chorégraphe, pédagogue
- Marifé de Triana, chanteuse (de flamenco et de copla) et actrice
- Jean-Baptiste Marino, guitariste et compositeur
- Rocío Márquez, chanteuse
- Diego el Marruro, chanteur, danseur
- Juan Martín, guitariste
- « El Mati » (Matías Lopez), chant, palmas
- Pepe « el de la Matrona », chanteur
- Belén Maya, danseuse
- Niño Mekouar, guitariste
- El Mellizo (auteur de la Malagueña flamenca, 1850), guitariste historique
- El Mellizo ou “Enrique el Mellizo” (Francisco Antonio Enrique Jiménez Fernández, 1848-1906), chanteur, danseur historique
- José Mercé, chanteur
- Niño Miguel, guitariste
- « El Mochuelo » (Antonio Pozo Millán Rodríguez, 1868-1937), chanteur historique
- Antonio Molina, chanteur
- Javier Molina, guitariste historique
- Carlos (García) Montoya (1903-1993), guitariste (neveu du suivant)
- Ramón Montoya Salazar (1879-1949), guitariste
- El Mojama (Juan), chanteur historique
- Moraíto (Chico), guitariste
- Ana Morales, danseuse
- Diego del Morao, guitariste (fils du précédent)
- Carmen Morell, chanteuse
- Rosa Morena, chanteuse
- Andres Moreno (ou Andres De Arte 4), guitariste
- Antonio Moreno-Saenz, percussionniste, compagnie Israël Galván
- Antoñita Moreno, chanteuse
- Jose Antonio Moreno Ruiz, percussionniste
- Manuel Moreno Maya, voir El Pele
- Enrique Morente, chanteur
- Estrella Morente, chanteuse (fille du précédent)
- José Rafael « el Moro », danseur
- Diego de Morón, guitariste
- « Galli de Morón », chanteur
- Abraham Motos, chanteur
- Carlos de Motril, guitariste
- Isidro Muñoz Alcón, guitariste, compositeur, producteur (fils d'Isidro Sanlúcar, et frère de Manolo Sanlúcar)
- Selene Muñoz, danseuse, chorégraphe

### N
- Naranjito de Triana (José Sánchez Bernal), chanteur
- Edgar Neville Romrée, cinéaste, écrivain, dramaturge: film Duende y misterio del flamenco (1952), entre autres. Livres : El baile. Cuentos y relatos cortos, Madrid, Castalia, 1996. Flamenco y cante jondo, Madrid, Rey Lear, 2006 entre autres.
- « la Niña de los Peines » (voir Pavón)
- Tomás el Nitri (Francisco Lázaro de la Santa Trinidad Ortega López, 1838-1877, neveu de Fillo), chanteur historique
- Gerardo Núñez, guitariste

### O
- Inmaculada Ortega, danseuse
- Rafael Ortega el Cuco, chanteur historique
- Dolores Ortega Díaz (voir La Jacoba)
- Gabriela Ortega Feria, danseuse, chanteuse historique
- José Ortega Feria (voir El Águila), chanteur historique
- Enrique Ortega el Gordo, chanteur historique
- Manuel Ortega Juárez (voir Manolo Caracol), chanteur
- Alejandro Ortiz, percussionniste

### P
- María Pagés, danseuse, chorégraphe, costumière
- Manuel Muñoz « El Pájaro », percussionniste
- Manuel Palacios, metteur en scène de théâtre, et cinéaste
- La Paquera de Jerez, chanteuse
- Paquirri (Guanter), guitariste historique. Ne pas confondre avec le torero
- Niña Pastori (María Rosa García García), chanteuse
- Patrocinio Hijo, guitariste
- Enrique « el de la Paula », chanteur
- Pastora Pavón Cruz, « la Niña de los Peines » (1890-1969), chanteuse
- José Patiño (1829-1902), guitariste historique.
- El Pele (Manuel Moreno Maya), chanteur
- Paco Peña, guitariste
- Antoñita Peñuela, chanteuse
- Manuel Pérez « El Pollo », guitariste historique
- Tío Perico (Pedro) Cantoral (1726/1731-1800), chanteur historique, l’un des plus anciens répertorié, avec sa fille María la Cantarola
- Pericón de Cadix, chanteur
- « La Perla », chanteuse
- Miguel « Picuo », chanteur
- Perico Piña « El Viejo de la Isla », chanteur historique
- « La Pirula », chanteuse
- « Pituquete » (voir Andrés Hernández)
- « El Piyayo » (Rafael Flores Nieto, 1864-1940)
- Manitas de Plata, guitariste
- El Polito, percussions
- Juan Polvillo, danseur
- El Pollo (voir Manuel Pérez)
- Potito, (Antonio Vargas Cortés), fils de Changuito, chanteur
- Miguel Poveda, chanteur
- Rubio de Pruna, chanteur
- Pepe Pulido, basse
- Niño de Pura, guitariste

### Q
- Esau Quiros, chanteur

### R
- « La Repompa de Málaga », (Enriqueta de la Santísima Trinidad de los Reyes Porras, 1937-1959), chanteuse
- Juan Requena, guitariste
- Antonio Rey, guitariste
- José Reyes, chanteur
- Niño Ricardo, guitariste
- Rafael Riqueni, guitariste
- Javier Rivera, chanteur
- Miguel Rodrigáñez, contrebasse
- José Antonio Rodríguez, guitariste
- Rosalía Vila, chanteuse
- Sabrina Romero, chanteuse, danseuse, percussionniste
- Violeta Ruiz, danseuse

### S
- Sabicas (Agustín Castellón Campos, 1912-1990), guitariste, compositeur
- Manuel Salado, percussions, palmas
- Ramón Sanchez, guitaristes, compositeur  souvent en concert avec la suivante :
- Nani Sanchez, danseuse, chanteuse
- Miguel Sanchez, guitariste, percussionniste
- Ramón Sanchez Valverde, guitariste, compositeur
- Bernardo Sandoval, guitariste, compositeur
- Isidro (Muñoz) Sanlúcar, guitariste, poète, compositeur, boulanger (père du suivant, et d'Isidro Muñoz Alcón, de José Miguel Évora)
- Manolo Sanlúcar, guitariste, compositeur
- Antonia Santiago Amador, danseuse, voir La Chana
- Carlos Saura, cinéaste
- Aurelio Sellés (Nondedeu), (1887-1974), chanteur
- Victor Monge "Serranito", guitariste
- Juan Serrano, guitariste
- Adela Silva Campallo, danseuse
- Silverio (voir Franconetti), chanteur historique
- La Serrana (María de los Dolores Valencia, fille de Paco la Luz), chanteuse
- Laura del Sol, danseuse, actrice
- Pedro Soler (Fr.), guitariste
- El Sordera (Manuel Soto Monje, 1927-2001, descendant de Paco la Luz, La Serrana et La Sordita, père de la saga de Los Sordera), chanteur
- La Sordita (Juana Valencia, fille ou sœur de La Serrana), danseuse

### T
- Manuel Tañé, chanteur
- Terremoto de Jerez (Fernando Fernández Monge), chanteur et danseur
- Fernando Terremoto (Fernando Fernández Pantoja), guitariste et chanteur
- Nina Teza, danseuse
- El Titi de Marchena, Titi del Quico ou simplement "El Titi" (Manuel Fernández Fernández, 1891-1953, un des professeurs de Paco de Lucía), guitariste
- David Tobena, guitariste
- Miguel de la Tolea, chanteur
- José de la Tomasa, chanteur
- Tomatito (José Fernández Torres), guitariste, compositeur
- Estas Tonne, guitariste
- Manuel Torre (Manuel Soto Loreto, de Jerez de la Frontera, 1878-1933), chanteur, auteur
- Pepe Torres, danseur, chorégraphe
- El Torta, chanteur
- Luis de la Tota, percussionniste
- La Trini (Trinidad Navarro Carrillo, 1868-1930), chanteuse historique
- José Triviño, chanteur

### U
- Bernarda de Utrera, chanteuse
- Fernanda de Utrera, chanteuse, sœur ainée de la précédente
- Gaspar de Utrera, chanteur

### V
- Juanito Valderrama, chanteur
- Manuel Vallejo, chanteur, danseur
- Manolo Vargas, chanteur
- Carmen Vargas, chanteuse
- Concha Vargas, danseuse
- Curro Vargas, guitariste
- David Vargas, guitariste
- Reyes Vergara, danseur
- El Viejin (José Jiménez), guitariste
- Román Vicenti, guitariste
- Los Vivancos, compagnie de danse de sept frères
- Mari Vizarraga, chanteuse

### Y
- Eva Yerbabuena, danseuse, chorégraphe